# Dyskografia Justyny Steczkowskiej
Dyskografia polskiej piosenkarki Justyny Steczkowskiej składa się z 19 albumów studyjnych i 5 albumów (koncertowych i komplikacji). Wydała również 79 oficjalnych singli.

## Albumy studyjne
| Rok  | Dane dot. albumu | Najwyższa pozycja na liście | Certyfikat             | Sprzedaż        |
| Rok  | Dane dot. albumu | POL                         | Certyfikat             | Sprzedaż        |
| ---- | --- | --------------------------- | ---------------------- | --------------- |
| 1996 | Dziewczyna Szamana - Data: 18 marca 1996 - Wydawca: Pomaton EMI - Format: CD, kaseta, streaming                                          | 28                          | - POL: platynowa płyta | - POL: 350 000+ |
| 1997 | Naga - Data: 27 października 1997 - Wydawca: EMI Music Poland - Format: CD, kaseta, streaming                                            | –                           | - POL: złota płyta     | - POL: 100 000+ |
| 2000 | Dzień i Noc - Data: 24 lutego 2000 - Wydawca: Pomaton EMI - Format: CD, kaseta, streaming                                                | –                           |                        |                 |
| 2001 | Mów do mnie jeszcze (oraz Paweł Deląg) - Data: 26 listopada 2001 - Wydawca: Mimofon - Format: CD, streaming                              | –                           |                        |                 |
| 2002 | Alkimja - Data: 21 października 2002 - Wydawca: Luna - Format: CD, digital download, streaming                                           | 11                          | - POL: złota płyta     | - POL: 35 000+  |
| 2004 | Femme Fatale - Data: 6 grudnia 2004 - Wydawca: Mir, Pomaton EMI - Format: CD, digital download, streaming                                | 34                          |                        |                 |
| 2007 | Daj mi chwilę - Data: 4 czerwca 2007 - Wydawca: EMI Music Poland/JS Music - Format: CD, digital download, streaming                      | 3                           | - POL: platynowa płyta | - POL: 30 000+  |
| 2008 | Puchowe kołysanki - Data: 16 maja 2008 - Wydawca: EMI Music Poland/JS Music - Format: CD, digital download, streaming                    | 10                          |                        |                 |
| 2009 | To mój czas - Data: 20 marca 2009 - Wydawca: EMI Music Poland - Format: CD, digital download, streaming                                  | 11                          |                        |                 |
| 2011 | Mezalianse (oraz Maciej Maleńczuk) - Data: 21 lutego 2011 - Wydawca: QM Music - Format: CD, digital download                             | 12                          |                        |                 |
| 2012 | XV - Data: 2 kwietnia 2012 - Wydawca: JS Music - Format: CD, digital download, streaming                                                 | 20                          |                        |                 |
| 2013 | Puchowe kołysanki 2 - Data: 20 maja 2013 - Wydawca: JS Music - Format: CD, digital download, streaming                                   | 17                          |                        |                 |
| 2014 | Anima - Data: 24 listopada 2014 - Wydawca: My Music/JS Music - Format: CD, digital download, streaming                                   | 24                          |                        |                 |
| 2015 | I na co mi to było? - Data: 23 października 2015 - Wydawca: T1-Teraz - Format: CD, digital download, streaming                           | 12                          |                        |                 |
| 2019 | Maria Magdalena. All Is One - Data: 22 lutego 2019 - Wydawca: Royal Concert/JS Music, e-Muzyka - Format: CD, digital download, streaming | 31                          |                        |                 |
| 2022 | Szamanka - Data: 25 lutego 2022 - Wydawca: Royal Concert /JS Music - Format: CD, digital download, streaming                             | 23                          |                        |                 |
| 2023 | Steczkowska Demarczyk - Data: 15 grudnia 2023 - Wydawca: Royal Concert /JS Music - Format: CD, digital download, winyl, streaming        | 51                          |                        |                 |
| 2024 | Witch Tarohoro - Data: 29 listopada 2024 - Wydawca: Royal Concert /JS Music - Format: CD, digital download, streaming                    | 32                          |                        |                 |

## Inne
| Rok  | Tytuł                                                                            | Uwagi               |
| ---- | -------------------------------------------------------------------------------- | ------------------- |
| 1999 | Na koniec świata - Data: 6 sierpnia 1999 - Wydawca: EMI Music Poland             | - Ścieżka dźwiękowa |
| 2003 | Złota kolekcja: Moja intymność - Data: 29 marca 2003 - Wydawca: EMI Music Poland | - Kompilacja        |
| 2013 | Przystanek Woodstock - Data: 3 marca 2013 - Wydawca: JS Music                    | - Koncert           |
| 2017 | Anima (Live) - Data: 8 marca 2017 - Wydawca: JS Music                            | - Koncert           |
| 2020 | Koncert Leśny - Data: 15 listopada 2020 - Wydawca: JS Music                      | - Koncert           |

## Single

### Lata 1995–1999
| Rok                                                      | Tytuł                                          | Najwyższe pozycje na listach | Najwyższe pozycje na listach | Najwyższe pozycje na listach | Najwyższe pozycje na listach | Album              |
| Rok                                                      | Tytuł                                          | POL                          | 30 ton                       | LP3                          | SLiP                         | Album              |
| Rok                                                      | Tytuł                                          | Music & Media AirPlay        | 30 ton                       | LP3                          | SLiP                         | Album              |
| -------------------------------------------------------- | ---------------------------------------------- | ---------------------------- | ---------------------------- | ---------------------------- | ---------------------------- | ------------------ |
| 1995                                                     | „Moja intymność”                               | –                            | –                            | 25                           | –                            | –                  |
| 1995                                                     | „Sama”                                         | 4                            | 12                           | 2                            | 8                            | –                  |
| 1995                                                     | „Dziewczyna Szamana”                           | –                            | 3                            | 1                            | 6                            | Dziewczyna Szamana |
| 1996                                                     | „Grawitacja”                                   | 7                            | 4                            | 1                            | 9                            | Dziewczyna Szamana |
| 1996                                                     | „Oko za oko, słowo za słowo”                   | 13                           | –                            | 8                            | 20                           | Dziewczyna Szamana |
| 1996                                                     | „Niekochani”                                   | –                            | –                            | 13                           | 27                           | Dziewczyna Szamana |
| 1997                                                     | „Tatuuj mnie”                                  | –                            | –                            | –                            | 47                           | Dziewczyna Szamana |
| 1997                                                     | „Niebezpieczne związki” (oraz Grzegorz Turnau) | –                            | 13                           | 6                            | 28                           | Tutaj jestem       |
| 1997                                                     | „Za dużo wiesz”                                | 2                            | 2                            | 2                            | 17                           | Naga               |
| 1998                                                     | „Za karę”                                      | 1                            | 29                           | 18                           | 30                           | Naga               |
| 1998                                                     | „Kici kici maj”                                | –                            | –                            | 35                           | –                            | Naga               |
| 1998                                                     | „Kryminalna miłość”                            | 1                            | –                            | 27                           | –                            | Naga               |
| 1999                                                     | „Na koniec świata”                             | 19                           | –                            | 37                           | 34                           | Na koniec świata   |
| „–” oznacza, że singel nie był notowany na danej liście. |                                                |                              |                              |                              |                              |                    |

### Lata 2000–2009
| Rok | Tytuł                                       | Najwyższe pozycje na listach | Najwyższe pozycje na listach | Najwyższe pozycje na listach | Najwyższe pozycje na listach | Album               |
| Rok | Tytuł                                       | POL                          | 30 ton                       | LP3                          | SLiP                         | Album               |
| Rok | Tytuł                                       | Music & Media AirPlay        | 30 ton                       | LP3                          | SLiP                         | Album               |
| --- | ------------------------------------------- | ---------------------------- | ---------------------------- | ---------------------------- | ---------------------------- | ------------------- |
| 2000 | „Kosmiczna rewolucja”                       | –                            | 14                           | 38                           | 65                           | Dzień i noc         |
| 2000 | „Świat jest niewierny”                      | 19                           | –                            | 47                           | –                            | Dzień i noc         |
| 2000 | „Podróżując”                                | 19                           | –                            | –                            | –                            | Dzień i noc         |
| 2000 | „To koniec!”                                | –                            | –                            | –                            | –                            | Dzień i noc         |
| 2001 | „Mów do mnie jeszcze” (oraz Paweł Deląg)    | –                            | –                            | –                            | –                            | Mów do mnie jeszcze |
| 2002 | „Co to jest miłość” (oraz Paweł Deląg)      | –                            | –                            | –                            | –                            | Mów do mnie jeszcze |
| 2002 | „Mówisz do mnie moja” (oraz Paweł Deląg)    | –                            | –                            | –                            | –                            | Mów do mnie jeszcze |
| 2002 | „Śpiewaj „Yidl mitn fidl””                  | –                            | 11                           | 20                           | 50                           | Alkimja             |
| 2002 | „Świt! Świt!”                               | –                            | –                            | 39                           | 63                           | Alkimja             |
| 2003 | „Wszyscy braćmi być powinni”                | –                            | –                            | –                            | –                            | Alkimja             |
| 2004 | „Zadzwoń do mnie”                           | X                            | –                            | –                            | –                            | Femme Fatale        |
| 2005 | „Sex appeal”                                | X                            | –                            | –                            | –                            | Femme Fatale        |
| 2005 | „Samotni”                                   | X                            | –                            | –                            | –                            | Femme Fatale        |
| 2005 | „Tłum”                                      | X                            | –                            | –                            | –                            | Femme Fatale        |
| 2006 | „Świąteczna piosenka o miłości”             | X                            | –                            | –                            | –                            | tylko na singlu     |
| 2007 | „To tylko złudzenie (To nie miłość)”        | X                            | –                            | 24                           | 12                           | Daj mi chwilę       |
| 2007 | „Tu i tu”                                   | X                            | –                            | 9                            | 25                           | Daj mi chwilę       |
| 2007 | „Daj mi chwilę”                             | X                            | –                            | 35                           | –                            | Daj mi chwilę       |
| 2008 | „Wracam do domu”                            | X                            | –                            | –                            | –                            | Daj mi chwilę       |
| 2008 | „Choć wieje, pada, grzmi" (oraz Borys Szyc) | X                            | –                            | –                            | 12                           | Daj mi chwilę       |
| 2008 | „Tajemnice uczuć”                           | X                            | –                            | –                            | –                            | Daj mi chwilę       |
| 2009 | „To mój czas”                               | X                            | –                            | –                            | –                            | To mój czas         |
| 2009 | „Tango”                                     | X                            | –                            | –                            | –                            | To mój czas         |
| 2009 | „Proszę cię – skłam”                        | X                            | –                            | –                            | 11                           | To mój czas         |
| „–” oznacza, że singel nie był notowany na danej liście. „X” oznacza, że lista nie istniała w danym okresie. |                                             |                              |                              |                              |                              |                     |

### Lata 2010–2019
| Rok                                                      | Tytuł                                                      | Najwyższa pozycja na liście | Album                       |
| Rok                                                      | Tytuł                                                      | LP3                         | Album                       |
| -------------------------------------------------------- | ---------------------------------------------------------- | --------------------------- | --------------------------- |
| 2010                                                     | „Kim tu jestem”                                            | –                           | To mój czas                 |
| 2010                                                     | „Tylko ty znasz te zaklęcia”                               | –                           | To mój czas                 |
| 2011                                                     | „Gdybym ja” (oraz Agnieszka Szczepaniak i Urszula Dudziak) | –                           | Ale szopka                  |
| 2011                                                     | „Utwierdź mnie”                                            | –                           | Mezalianse                  |
| 2012                                                     | „Skłam”                                                    | –                           | XV                          |
| 2012                                                     | „Wrogu mój”                                                | –                           | XV                          |
| 2012                                                     | „Sanktuarium”                                              | 42                          | XV                          |
| 2012                                                     | „Kryminalna miłość” (oraz BLCKSHP)                         | –                           | XV                          |
| 2013                                                     | „Tatuuj mnie”                                              | –                           | XV                          |
| 2014                                                     | „Terra”                                                    | –                           | Anima                       |
| 2014                                                     | „Kochankowie syreny”                                       | –                           | Anima                       |
| 2015                                                     | „Leć”                                                      | –                           | Anima                       |
| 2015                                                     | „High Heels” (gościnnie: Pati Yang)                        | –                           | Anima                       |
| 2015                                                     | „Kto wciska mi kit”                                        | 50                          | I na co mi to było?         |
| 2015                                                     | „Biel całuje biel”                                         | –                           | I na co mi to było?         |
| 2016                                                     | „Płoną maki, kapie wino”                                   | –                           | I na co mi to było?         |
| 2019                                                     | „Ave (No control)”                                         | –                           | Maria Magdalena. All Is One |
| „–” oznacza, że singel nie był notowany na danej liście. |                                                            |                             |                             |

### Lata 2020–2025
| Rok | Tytuł                                             | Najwyższe pozycje na listach | Najwyższe pozycje na listach | Najwyższe pozycje na listach | Certyfikat          | Album          |
| Rok | Tytuł                                             | POL                          | POL                          | LTU                          | Certyfikat          | Album          |
| Rok | Tytuł                                             | Streaming                    | Billboard                    | Streaming                    | Certyfikat          | Album          |
| --- | ------------------------------------------------- | ---------------------------- | ---------------------------- | ---------------------------- | ------------------- | -------------- |
| 2020 | „Miej odwagę”                                     | X                            | X                            | –                            | brak                | Szamanka       |
| 2021 | „Nie poddawaj się” (gościnnie: Marcin Maciejczak) | X                            | X                            | –                            | brak                | Szamanka       |
| 2021 | „Dziewczyna szamana” (oraz Leszek Możdżer)        | X                            | X                            | –                            | brak                | Szamanka       |
| 2022 | „Uciekinierzy” (oraz Arek Kłusowski)              | X                            | –                            | –                            | brak                | Szamanka       |
| 2022 | „Ra Ma Da Sa”                                     | X                            | –                            | –                            | brak                | Szamanka       |
| 2022 | „Nie mój sen” (oraz Luna)                         | X                            | –                            | –                            | brak                | Szamanka       |
| 2022 | „Szamanka”                                        | X                            | –                            | –                            | brak                | Szamanka       |
| 2022 | „Między nami” (oraz Beata Kozidrak)               | X                            | –                            | –                            | brak                | Szamanka       |
| 2022 | „Now” (oraz Mike & Laurent)                       | X                            | –                            | –                            | brak                | –              |
| 2022 | „D.N.A”                                           | X                            | –                            | –                            | brak                | –              |
| 2022 | „Poza ramą”                                       | X                            | –                            | –                            | brak                | –              |
| 2023 | „Carpe Diem”                                      | –                            | –                            | –                            | brak                | –              |
| 2023 | „Witch Tarohoro”                                  | –                            | –                            | –                            | - ZPAV: złota płyta | Witch Tarohoro |
| 2024 | „Nasz wspólny świat”                              | –                            | –                            | –                            | brak                | Witch Tarohoro |
| 2024 | „Ty lustrem świata”                               | –                            | –                            | –                            | brak                | Witch Tarohoro |
| 2024 | „Slavic”                                          | –                            | –                            | –                            | brak                | Witch Tarohoro |
| 2024 | „Gaja”                                            | 13                           | 12                           | 82                           | - ZPAV: złota płyta | Witch Tarohoro |
| 2025 | „Nieznany raj”                                    | –                            | –                            | –                            | brak                | Witch Tarohoro |
| 2025 | „Poznam siebie”                                   | –                            | –                            | –                            | brak                | Witch Tarohoro |
| 2025 | „Każda fala znajdzie brzeg”                       | –                            | –                            | –                            | brak                | Witch Tarohoro |
| 2025 | „Domek z kart”                                    | –                            | –                            | –                            | brak                | Witch Tarohoro |
| 2025 | „Czas w Tobie mija”                               | –                            | –                            | –                            | brak                | Witch Tarohoro |
| 2025 | „Dom Naszego Ojca”                                | –                            | –                            | –                            | brak                | Witch Tarohoro |
| 2025 | „Tańcz”                                           | –                            | –                            | –                            | brak                | –              |
| „–” oznacza, że singel nie był notowany na danej liście. „X” oznacza, że lista nie istniała w danym okresie. |                                                   |                              |                              |                              |                     |                |

Pozostałe utwory
| Rok  | Utwór                          | Album                       |
| ---- | ------------------------------ | --------------------------- |
| 2011 | „Grande Valse Brillante"       | Anioły w kolorze            |
| 2011 | „Taki pejzaż"                  | Anioły w kolorze            |
| 2013 | „Tysiące głosów"               | The Voice of Poland         |
| 2016 | „Afekt"                        | Pawbeats Orchestra          |
| 2019 | „Dwudziesty raz”               | Święta bez granic           |
| 2021 | „Kolorado” (oraz Marzena Ryt)  | –                           |
| 2022 | „Milion gwiazd na niebie lśni” | Pinokio (ścieżka dźwiękowa) |

## Teledyski
| Tytuł                                     | Reżyseria                             |
| ----------------------------------------- | ------------------------------------- |
| „Niekochani”                              | Jarek Szoda, Bolesław Pawica          |
| „Wrogu mój”                               | Jarek Szoda, Bolesław Pawica          |
| „Grawitacja”                              | Jarek Szoda, Bolesław Pawica          |
| „Tatuuj mnie”                             | Jarek Szoda, Bolesław Pawica          |
| „Ukołysze nas sitowie”                    | Jarek Szoda, Bolesław Pawica          |
| „Czy to mi”                               | Jarek Szoda, Bolesław Pawica          |
| „Oko za oko”                              | Jarek Szoda, Bolesław Pawica          |
| „Za dużo wiesz”                           | Jacek Taszakowski, Leszek Molski      |
| „Za karę”                                 | Jarek Szoda, Bolesław Pawica          |
| „Na koniec świata”                        | Magdalena Łazarkiewicz                |
| „Kosmiczna rewolucja”                     | Janusz Kołodrubiec                    |
| „Mówisz do mnie moja” (oraz Paweł Deląg)  | Leszek Wosiewicz                      |
| „Co to jest miłość” (oraz Paweł Deląg)    | Leszek Wosiewicz                      |
| „Świt, świt”                              | Jacek Taszakowski, Leszek Molski      |
| „Zadzwoń do mnie”                         | Maciej Michalski                      |
| „Tu i tu”                                 | Maciej Michalski                      |
| „To tylko złudzenie (To nie miłość)”      | Patrycja Woy-Wojciechowska            |
| „Daj mi chwilę”                           | Maciej Michalski                      |
| „Wracam do domu”                          | Andrzej Nowakowski                    |
| „Tajemnice uczuć”                         | Maciej Michalski                      |
| „To mój czas”                             | Grzegorz Gościniak                    |
| „Proszę Cię”                              | Maciej Michalski                      |
| „Tylko ty znasz te zaklęcia”              | Maciej Michalski                      |
| „Kim tu jestem”                           | Maciej Michalski                      |
| „Bulbes”                                  | Barbara Szewczyk                      |
| „Utwierdź mnie”                           | Michał Pańszczyk                      |
| „Gdybym Ja” (oraz Agnieszka Szczepaniak)  | Michał Pańszczyk                      |
| „Skłam”                                   | Justyna Steczkowska, Michał Pańszczyk |
| „Wrogu mój”                               | Justyna Steczkowska, Michał Pańszczyk |
| „Sanktuarium”                             | Justyna Steczkowska, Michał Pańszczyk |
| „Terra”                                   | Michał Pańszczyk                      |
| „Kochankowie syreny”                      | Alan Kępski                           |
| „High heels”                              | Alan Kępski                           |
| „Kto wciska mi kit” (oraz Boban Marković) | Piotr Smoleński                       |

## DVD
| Rok  | Tytuł                                                     |
| ---- | --------------------------------------------------------- |
| 2009 | Alkimja (DVD) - Data: 27 marca 2009 - Wydawca: Luna Music |